# Farragut (Tennessee)
Farragut é uma cidade  localizada no estado norte-americano de Tennessee, no Condado de Knox e Condado de Loudon.

## Demografia
Segundo o censo norte-americano de 2000, a sua população era de 17.720 habitantes.
Em 2006, foi estimada uma população de 19.348, um aumento de 1628 (9.2%).

## Geografia
De acordo com o United States Census Bureau tem uma área de
42,1 km², dos quais 41,7 km² cobertos por terra e 0,4 km² cobertos por água.

## Localidades na vizinhança
O diagrama seguinte representa as localidades num raio de 20 km ao redor de Farragut.